# Chân dung Adele Bloch-Bauer I
Adele Bloch-Bauer I là tên bức tranh kiệt tác của họa sĩ Gustav Klimt, một họa sĩ theo trường phái biểu hiện, được vẽ năm 1907, miêu tả chân dung bà quý tộc Adele Bloch-Bauer.
Theo các báo cáo thì vào tháng 6 năm 2006, bức tranh đã được bán cho Ronald Lauder với giá kỉ lục 135 triệu USD cho Neue Galerie của ông tại New York. Đây là bức tranh có giá cao nhất vào thời điểm đó  và bắt đầu được trưng bày tại phòng tranh từ tháng 7 năm 2006.
Klimt cũng vẽ Adele Bloch-Bauer một lần nữa trong bức tranh Adele Bloch-Bauer II.